# Aplocnemus impressus
Aplocnemus impressus is een keversoort uit de familie van de bloemweekschilden (Melyridae). De wetenschappelijke naam van de soort werd in 1802 als Crioceris impressus gepubliceerd door Thomas Marsham.

## Veldkenmerken
De volwassen kever is 4,5 mm lang en heeft een donker-grijze kleur.